# Смедлі Батлер
Смедлі Дарлінгтон Батлер (англ. Smedley Darlington Butler; 30 липня 1881, Вест-Честер, Пенсільванія — 21 червня 1940, Філадельфія) — американський військовий діяч, генерал-майор морської піхоти США, двічі кавалер Медалі Пошани.
Присвятивши 34 роки військовій службі в лавах морської піхоти США генерал-майор Батлер, який за свій непоступливий характер отримав прізвисько Старе свердлильне око та Стара полоскальниця, на час своєї смерті мав найбільшу кількість військових нагород в історії Корпусу морської піхоти США. Протягом третини віку Смедлі Батлер брав участь в бойових діях у різних кінцях світу: на Філіппінах, в Китаї, у Центральній Америці та на Карибах за часів Бананових війн, й у Франції у ході Першої світової війни.
На кінець своєї кар'єри він отримав 16 військових нагород, 5 з яких були за особистий героїзм та мужність. Генерал Батлер є один з 19 чоловік, що двічі були нагороджені Медаллю Пошани, один з трьох американських морських піхотинців, що відзначені Медаллю позачергового звання морської піхоти США та Медаллю Пошани, й єдиний, хто був тричі нагороджений цими Медалями, кожного разу за окремі прояви хоробрості.
Після завершення служби в Збройних силах США він служив Директором Громадської безпеки у Філадельфії протягом двох років й виступав з суворою критикою американського воєнного авантюризму. У виданій ним в 1935 році книзі «Війна — це рекет» (англ. War is a Racket), Батлер описав природу військово-промислового комплексу та заінтересованість у війнах його керівників та магнатів. Незабаром, він став дуже популярним оратором й виступав на мітингах ветеранів, пацифістів та релігійних груп протягом 1930-х.
У 1934 генерал був утягнутий у гучний скандал, пов'язаний з його публічними звинуваченнями військових промисловців у заколоті проти Президента Франкліна Д. Рузвельта. Особи, проти яких виступав Батлер з гострою критикою відхиляли ці обвинувачення та факт існування змови, а преса кепкувала над так званими викриттями. Однак заключна доповідь спеціального комітету Конгресу США встановила факт, що заколот існував, проте ніхто не підпав під судові розслідування. На думку багатьох істориків змова промисловців та високопосадовців серед військових ще не дійшла до стадії ретельної підготовки та мала тільки загальні нариси, що ними обговорювалися.